# Morlais Castle
Morlais Castle er en middelalderborg fra 1200-tallet, som ligger over kløften Taff Gorge nær byen Merthyr Tydfil i Wales.
Opførslen af borgen blev igangsat af Gilbert de Clare, 3. jarl af Gloucester på jord som blev ejet af Humphrey de Bohun, 3. jarl af Hereford. Der udbrød krig mellem jarlerne i 1290, og kong Edvard 1. af England gav dem bøder efter han havde marcheret sydpå for at gribe ind fra North Wales.
Borgen blev erobret af Madog ap Llywelyn i 1294. 
Man mener, at borgen aldrig blev helt færdiggjort, og stedet var for øde og udsat til at fungere som bolig. Samuel og Nathaniel Bucks gravering fra 1741 viser at murruinerne stadig var relativt høje.